# Milano vecchia
Milano vecchia è un dipinto di Giannino Grossi. Eseguito nel 1914, appartiene alle collezioni d'arte della Fondazione Cariplo.

## Descrizione
Si tratta di una veduta di piazza San Babila, da corso Vittorio Emanuele, caratteristica della prima produzione dell'autore, quanto a centralità del dato descrittivo e fotografico. Un retaggio ottocentesco è costituito dalla presenza di numerose figure ad animare la scena. Negli anni venti del novecento il tema dell'incontro tra il vecchio e il nuovo nell'urbanistica e nella vita milanese ebbe un notevole successo pittorico.